# 中山郡
中山郡（ちゅうざん-ぐん）は、中国にかつて存在した郡。漢代から隋初にかけて、現在の河北省中部に設置された。

## 概要
漢の高祖のとき、中山郡が立てられた。紀元前154年（景帝3年）、劉勝が中山王となると、中山国が置かれた。前漢の中山国は冀州に属し、盧奴・北平・北新成・唐・深沢・苦陘・安国・曲逆・望都・新市・新処・毋極・陸成・安険の14県を管轄した。王莽のとき、常山郡と改められた。
25年（建武元年）、劉茂が後漢に降り、中山王に封じられると、再び中山国が置かれた。中山国は盧奴・北平・毋極・新市・望都・唐・安国・安憙・漢昌・蠡吾・上曲陽・蒲陰・広昌の13県を管轄した。
232年（太和6年）、三国魏の曹袞が中山王となると、中山国が置かれた。
265年（泰始元年）、司馬睦（司馬彪の父）が中山王となると、中山国が置かれた。晋の中山国は盧奴・魏昌・新市・安喜・唐・蒲陰・北平・望都の8県を管轄した。
北魏の初年、定州が立てられると、中山郡は定州に転属した。北魏の中山郡は盧奴・上曲陽・魏昌・新市・毋極・安喜・唐・蒲陰・北平・望都の10県を管轄した。孝昌年間（525年 – 528年）に、中山郡から蒲陰・北平・望都の3県を分離して北平郡とした。定州に属し、郡治は北平城に置いた。
583年（開皇3年）、隋が郡制を廃すると、中山郡は廃止されて、定州に編入された。